# سنتمنات
سنتمنات (به اسپانیایی: Sentmenat) یک شهرستان در اسپانیا است که در استان بارسلون واقع شده‌است.

## خصوصیات
سنتمنات ۲۸٫۴ کیلومترمربع مساحت و ۸٬۶۱۶ نفر جمعیت دارد و ۲۱۳ متر بالاتر از سطح دریا واقع شده‌است.